# کارگاه نمایش
کارگاه نمایش تشکلی تئاتری است که در ۱۴ خرداد سال ۱۳۴۸ به پیشنهاد رضا قطبی که می‌خواست محیطی آزاد برای تئاتر به وجود بیاورد، و با همیاری ایرج انور، بیژن صفاری، بیژن مفید، آربی اوانسیان، داوود رشیدی و عباس نعلبندیان تأسیس شد. کارگاه زیر نظر رادیو تلویزیون ملی ایران به مدیریت بیژن صفاری بود اما اداره امور کارگاه برعهده عباس نعلبندیان بود. نعلبندیان به عنوان نویسنده، مدیر داخلی و عضو شورا در کارگاه نمایش مشغول به کار شد. کارگاه نمایش از اواسط مرداد سال ۱۳۴۸ کار خود را با نمایش ادیپ شهریار اثر سوفوکل به کارگردانی شهرو خردمند و پژوهشی ژرف و سترگ … به نویسندگی عباس نعلبندیان و کارگردان آربی اوانسیان آغاز کرد. کارگاه نمایش با هدف «کمک به نویسندگان، بازیگران، کارگردانان و طراحان برای خودآزمایی‌ها و تجربه‌هایی خارج از محدودیت‌های متداول حرفهٔ نمایش» آغاز به کار کرد و بسیاری از بازیگران و علاقه‌مندان تئاتر در این کارگاه تجربه اندوخته‌اند.

اعضاء کارگاه نمایش، نوروز ۱۳۵۲، عکس از بهمن جلالی از جلو و از راست:
- ردیف اول: بیژن مفید(نویسنده، کارگردان و بازیگر)، خسرو شکری(سرایدار)، محمد نوازی(بازیگر)، بیژن صفاری(سرپرست کارگاه نمایش، آرشیتکت، نقاش و طراح)، فریدون آو(نقاش و طراح)، علیرضا مجلل(بازیگر)، محمد شریفی(سرایدار)، ولی کشاورز(سرایدار)
- ردیف دوم: هوشنگ توکلی(بازیگر)، نسرین رهبری(بازیگر)، فریده سپاه منصور(بازیگر)، صدرالدین زاهد(بازیگر)، سوسن تسلیمی(بازیگر)، لرتا هایراپطیان(بازیگر)، پرویز پورحسینی(بازیگر)، محمدباقر غفاری(بازیگر)
- ردیف سوم: فردوس کاویانی(بازیگر)، جمیله ندایی(بازیگر)، رضا رویگری(بازیگر)، شهناز صاحبی(بازیگر)، فریدون یوسفی(بازیگر)، فهیمه راستکار(بازیگر)، مهین جهانبگلو(تجدّد) (نویسنده)، آربی اُوانسیان(کارگردان و طراح)
- ردیف چهارم: محمدمهدی ستوده (مدیر تهیه)، اکبر رحمتی(بازیگر)، شاهرخ الهی (مدیر تهیه)، مرتضی اردستانی(بازیگر)، محمد ژیان(بازیگر و دستیار مدیر داخلی کارگاه نمایش)، میترا قمصری(منشی کارگاه نمایش و بازیگر)
- ردیف آخر: رضا قاسمی(نویسنده و بازیگر)، رضا ژیان(بازیگر)، شکوه نجم آبادی(بازیگر)، عباس نعلبندیان(نویسنده و مدیر داخلی کارگاه نمایش)، علی جاویدان(بازیگر)، اسماعیل خلج(نویسنده، کارگردان و بازیگر)

کارگاه نمایش، با گروهی متشکل از بازیگران جوان و پویا و کارگردانی آوانگارد کسانی چون آربی اُوانسیان موج جدیدی در اجراهای تئاتری دههٔ پیش از پیروزی انقلاب به وجود آورد. عباس نعلبندیان نیز در بطن این حرکت تحول‌ساز سهم عمده‌ای داشت.

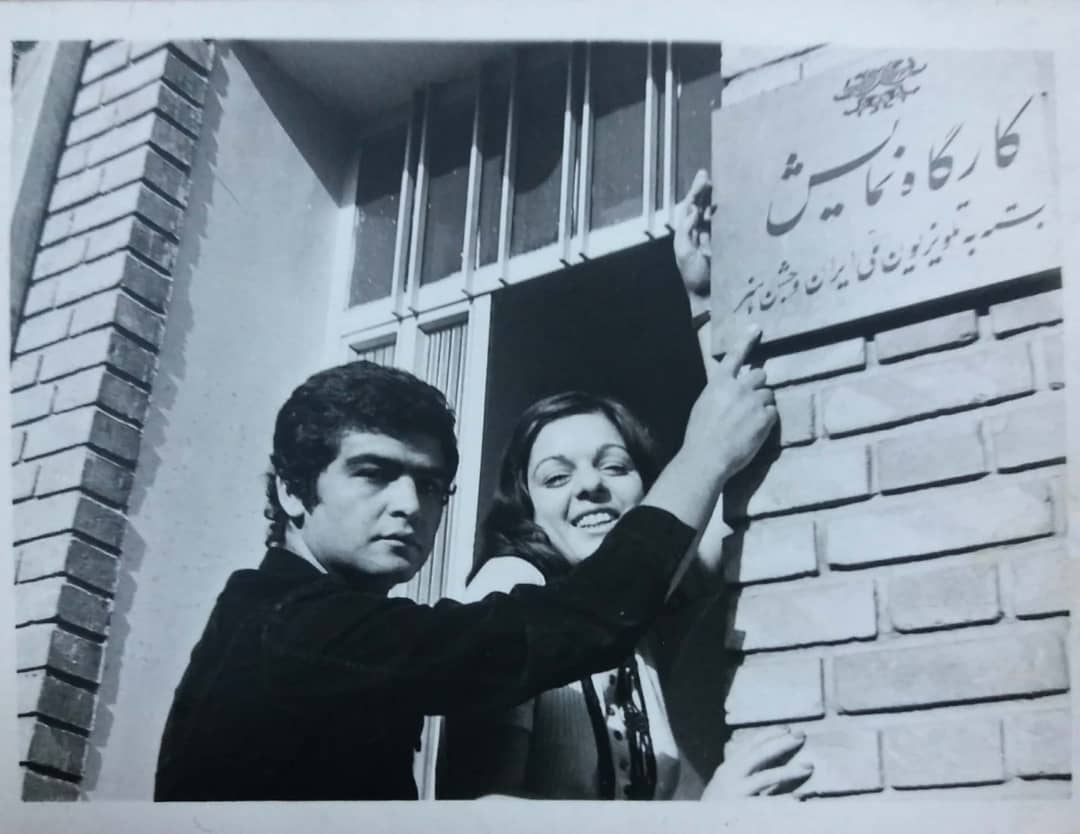
شهناز صاحبی و رضا رویگری در مقابل در ورودی کارگاه نمایش

## گروه‌های کارگاه نمایش
در کارگاه نمایش سه گروه تشکیل شد.
1. گروه تئاتر کوچه
2. گروه تئاتر تجربی (شهرو خردمند و ایرج انور)
3. گروه بازیگران شهر[۶]
4. گروه تاتر اهریمن (آشور بانی پال) (نیازمند مرجع)

«گروه بازیگران شهر» به سرپرستی آربی اوانسیان، گروهی بود که عباس نعلبندیان هم در آن فعالیت می‌کرد. سه گروه دیگر هم توسط ایرج انور و شهرو خردمند، اسماعیل خلج و آشور بانی‌پال بابلا اداره می‌شد و افرادی مانند محمد صالح‌علاء در کارگاه اجراهایی داشتند که یکی از آنها اسکی روی آتش بود. دومین نمایشی که در کارگاه اجرا شد نمایش «پژوهشی ژرف و سترگ و نو در سنگواره‌های دوره بیست و پنجم زمین‌شناسی یا چهاردهم، بیستم و … فرقی نمی‌کند» از عباس نعلبندیان و به کارگردانی آربی اوانسیان بود. عباس نعلبندیان در سال ۱۳۴۸ به عنوان مدیر و عضو شورا در کارگاه نمایش مشغول به کار شد. در دوره مدیریت او بیش از ۵۰ اثر در کارگاه نمایش اجرا شد و خود او در این سال‌ها چندین نمایشنامه و قصه نوشت و آثاری را هم به زبان فارسی ترجمه کرد.
کارگاه نمایش ساختمانی اجاره‌ای هشتادمتری داشت دارای شش-هفت اتاق به آدرس چهار راه یوسف‌آباد (تقاطع جمهوری و حافظ کنونی) خیابان شاه (جمهوری کنونی) کوچه کلانتری پلاک ۲۷۱ که پیش از آن کلاس‌های خانم جانبازیان در آن برگزار می‌شد. گشایش کارگاه در پی جشن‌های هنر شیراز بود. در بروشورهای کارگاه هدف تأسیس آن کمک به نویسندگان بازیگران، کارگردانان و طراحان برای خودآزمایی و تجربه‌هایی خارج از محدودیت‌های متداول حرفه نمایش عنوان شده‌است. پس از اجرای نمایش‌های «شهر قصه» بیژن مفید و «پژوهش ژرف و …» عباس نعلبندیان جمعی اساسنامه اولین هسته تئاتر تجربی ایران را آماده کردند. در آغاز گشایش کارگاه بیژن صفاری به سمت دبیر شورا، آربی اوانسیان، عباس نعلبندیان و ایرج انور به‌عنوان اعضای شورا به مدیریت کارهای نمایشی پرداختند. فریدون رهنما و خجسته کیا نیز در تأسیس گارگاه نقش مهم و راهبردی داشتند. کارگاه در مدت ده سال فعالیت خود حدود هفتاد اجرا نگارش بیست و چهار نمایشنامه و تعدادی برنامه‌های فرهنگی نظر نمایشگاه نقاشی اجرای موسیقی نمایش فیلم و شرکت در جشنواره‌های بین‌المللی تئاتر را در کارنامه داشت. کارگاه در سال ۵۷ آخریش نمایش خود را به نام «چاه» نوشته داود دانشور به کارگردانی رضا قاسمی را به روی صحنه برد. کارگاه نمایش در آخرین سال‌های فعالیت خود بر اثر فضای ملتهب سال‌های ۱۳۵۶ و ۱۳۵۷ و جدایی برخی از اعضایش با رکود مواجه شد و بر اثر انتقادها و حسادت‌های دیگر گروه‌های تئاتری و فضای حاصل از انتقلاب از ادامه کار بازماند.

## نمایش‌ها
عبارتند از:
| نام اثر                 | پدیدآورنده اثر   | سال اجرا    | کارگردان                |
| ----------------------- | ---------------- | ----------- | ----------------------- |
| ادیپ                    | سوفوکل           | ۱۳۴۸        | شهرو خردمند و ایرج انور |
| ادیپوس در کلونوس        | سوفوکل           | ۱۳۴۸        | ایرج انور               |
| پنج نمایشنامه کوتاه     | ساموئل بکت       | ۱۳۴۹/۱۳۵۰   | آربی اوانسیان           |
| پرومته                  | آشیل             | ۱۳۴۹–۱۳۵۰   | سهیل سوزنی              |
| بانویی می‌میرد           | یوکیو میشیما     | ۱۳۵۰ و ۱۳۵۲ | آشوربانی پال بابلا      |
| پرومتوس در بند          | آیخیلوس          | ۱۳۵۰        | عباس نعلبندیان          |
| راهبه‌ها                 | ادوارد و مانه    | ۱۳۵۰–۱۳۵۱   | مصطفی دالسی             |
| معلم من پاهای من        | هاندکه           | ۱۳۵۰–۱۳۵۲   | آربی اوانسیان           |
| یک قطعه برای گفتن       | هاندکه           | ۱۳۵۰–۱۳۵۳   | آربی اوانسیان           |
| جان نثار                | بیژن مفید        | ۱۳۵۱        | بیژن مفید               |
| باغ آلبالو              | آنتون چخوف       | ۱۳۵۱        | آربی اوانسیان           |
| روزهای خوش              | ساموئل بکت       | ۱۳۵۱        | آربی اوانسیان           |
| مروارید                 | جان استاین‌بک     | ۱۳۵۱        | مریم خلوتی              |
| مناجات و دو جلاد        | فرناندو آرابال   | ۱۳۵۱        | ایرج انور               |
| نجات‌یافته               | ادوارد باند      | ۱۳۵۱        | مریم خلوتی              |
| شب جنایتکاران           |                  | ۱۳۵۱        | هوشنگ آزادی‌ور           |
| چهره‌های سیمون ماشار     | برتولت برشت      | ۱۳۵۱        | سعید سلطان‌پور           |
| آخرین نوار کراپ         | ساموئل بکت       | ۱۳۵۲        | هوشنگ رحیمی             |
| ترس و نکبت رایش سوم     | برتولت برشت      | ۱۳۵۲        | بیژن مفید               |
| جادهٔ باریک به شمالی دور | ادوارد باند      | ۱۳۵۲        | مریم خلوتی              |
| ماه در کایلنامو می‌درخشد | شون اوکیسی       | ۱۳۵۲        |                         |
| همان‌طور که بوده‌ایم      | آرتور آدامف      | ۱۳۵۲        | آربی اوانسیان           |
| قوی تر                  | یوهان استریندبرگ | ۱۳۵۲        | آشوربانی پال بابلا      |
| انسان، حیوان و تقوا     | لوئیجی پیراندلو  | ۱۳۵۳        | آربی اوانسیان           |
| ایولف کوچک              | هنریک ایبسن      | ۱۳۵۳        | آربی اوانسیان           |
| کالیگولا                | آلبر کامو        | ۱۳۵۳        | آربی اوانسیان           |

درباره عباس نعلبندیان؛ نابهنگامی یک غریب‌ آشنای ابدی== منابع ==
1. 1 2 3 4 5 6 7 8 9 10  تنهایی، یاد اوج‌های پوستر در ایران.
2. ↑  لازاریان، دانشنامه ایرانیان ارمنی، ۴۲۵.
3. 1 2  گروه تحقیق و پژوهش سینما، ارامنه و سینمای ایران، ۱۲۲.
4. 1 2 3  بی‌بی‌سی فارسی، یادی از عباس نعلبندیان؛ راوی روایت‌های متروک.
5. ↑  ایران تئاتر، یاد ایام/ این هفته: آربی آوانسیان.
6. ↑  تئاتر ایران در گذر زمان - کارگاه نمایش از آغاز تا پایان. به کوشش ستاره خرم‌زاده اصفهانی.
7. ↑   http://www.aryanews.com/News/120170529120251243/عباس-نعلبنديان،-مَردِ-ممنوع. پارامتر |عنوان= یا |title= ناموجود یا خالی (کمک)[پیوند مرده]
8. ↑   (PDF) http://ensani.ir/file/download/article/20101119102309-ماخذشناسي.pdf. پارامتر |عنوان= یا |title= ناموجود یا خالی (کمک)

- «یادی از عباس نعلبندیان». توانا.
- «شکل‌گیری «کارگاه نمایش» محصول شرایط بود/ مشکلات تئاتر ایران از دوره نوشین تا امروز یکی است». ایلنا.
- https://www.facebook.com/1493794420898084/photos/a.1497320167212176/1864588053818717/?type=1&theater. پارامتر |عنوان= یا |title= ناموجود یا خالی (کمک)
- «تئاتر ایران در گذر زمان: کارگاه نمایش: از آغاز تا پایان (۱۳۵۷ – ۱۳۴۸)».[پیوند مرده]
- قاسمفر، مهرداد. «سوسن تسلیمی: وضعیت اقتصادی بازیگران ایران اسفبار است». رادیو فردا.
- خاکی‌نژاد، بهزاد. «ناشنیده‌های «کارگاه نمایش»». دنیای اقتصاد.
- «با صدرالدین زاهد از کارگاه نمایش تا 38 سال زندگی در فرانسه».
- تنهایی، آرش. «اوج‌های پوستر در ایران - کارگاه نمایش».
- «یادی از عباس نعلبندیان؛ راوی روایت‌های متروک». بی‌بی‌سی فارسی.